# 캣 윌리엄스
캣 윌리엄스(Katt Williams, 1973년 9월 2일 ~ )는 미국의 희극인, 배우이다.

## 출연 작품
- 더 하우스 넥스트 도어 (2020)
- 파더 피거스 (2017)
- 아메리칸 배드 보이 (2015)
- 스쿨 댄스 (2014)
- 무서운 영화 5 (2013)
- 아이스버그 슬림: 포트레이트 오브 어 핌프 (2012)
- 오바마 이펙트 (I) (2012)
- 캣츠 앤 독스 2 (2010)
- 캣 윌리엄스: 이츠 핌핀 핌핀 (2008)
- 퍼스트 선데이 (2008)
- 캣 윌리엄스: 아메리칸 허슬 (2007)
- The Perfect Holiday (2007)
- 에픽 무비 (2007)
- 나이스 가이 노빗 (2007)
- 비하인드 더 스마일 (2006)
- 잇 에인트 이지 (2006)
- 리바운드 (2005)
- 프라이데이 3 - 프라이데이 애프터 넥스트 (2002)
- 마이 와이프 앤 키즈 (2001)